# Zdeněk Lorenc (spisovatel)
Zdeněk Lorenc (12. února 1919, Praha – 14. října 1999, tamtéž) byl český básník, prozaik a překladatel, představitel surrealismu. V roce 1946 se stal členem surrealistické Skupiny Ra. Jeho poezie kombinuje surrealismus s romantismem (svou pozici definoval v eseji Romantismus 20. století). Jeho surrealistická próza má blízko k próze psychologické. Překládal soudobé autory z francouzštiny a španělštiny.

## Život
Vyrůstal na pražském Žižkově. V letech 1930–1938 studoval libeňské reálné gymnázium, kde studoval spolu s dalším členem budoucí surrealistické skupiny Ra Ottou Mizerou.
V roce 1938 začal studovat češtinu a francouzštinu na Filozofické fakultě Univerzity Karlovy, roku 1939 však nacisté zavřeli české vysoké školy, a tak se vyučil knihkupeckým účetním v nakladatelství Melantrich. Poté pracoval jako dělník v továrně Ostmarkwerke ve Kbelích a když se mu díky známému podařilo z nuceného pracovního nasazení uniknout, žil v Praze na falešné pracovní doklady až do konce války.
Na počátku války se seznámil s Karlem Teigem a ve stejnou dobu i s Josefem Istlerem a Ludvíkem Kunderou. Autorsky se podílel na samizdatovém sborníku Skupiny Ra Roztrhané panenky (1942), kterému dal název. Roku 1943 vydal cyklostylem poetický traktát Romantismus XX. století, který provázelo 5 kreseb Josefa Istlera. Je to jedno z nejvýznamnějších svědectví o mentální situaci příslušníků Lorencovy generace uprostřed války, o existenciálním vykořenění a životu ze dne na den v dehumanizující atmosféře války a násilí. Za války Lorenc překládal text Tristana Tzary Přibližný člověk, který se pak odrazil i v jeho vlastních básních ve sbírce Velká cesta, z nichž část vyšla ve společném sborníku Skupiny Ra A zatím co válka (1946).
Po válce pokračoval v přerušených studiích na Filozofické fakultě, ovšem nedokončil je. Roku 1946 se stal tajemníkem publikační komise ministerstva informací a osvěty, které vedl František Halas. Redigoval edici Pohledy do myšlenek a knih, kde v letech 1945-1946 v jeho překladu vyšla díla Lorcy, Blanca, Cassou, ad. Roku 1946 začal spolu s A. Vaněčkem zpracovávat literární archiv Umělecké besedy a úzce spolupracoval s její severočeskou pobočkou v Mladé Boleslavi při vydávání časopisů Pochod a Mladá archa. Pochod od roku 1946 redigoval Ludvík Kundera a roku 1947 zde vyšly Lorencovy verše z let 1944-1945 pod titulem Plavba. V Nakladatelství mladých na kladně, kde působil Jaroslav Puchmertl, vyšel Lorencův svazek básní Vodnář v blížencích s obálkou Josefa Istlera.
V říjnu 1947 odjel s Josefem Istlerem do Bruselu na Mezinárodní kongres revolučních surrealistů, se kterým pak Skupina Ra udržovala kontakt do roku 1947. V rámci večerů mladé literatury Umělecké besedy se v listopadu 1947 uskutečnil diskusní večer o surrealismu a tím zároveň tyto aktivity skončily.
V roce 1950 byl z politických důvodů propuštěn, pracoval ve sklárně v Bílině, od září 1951 pak učil na základní škole na pražském Smíchově. V únoru 1952 byl zatčen, avšak po roce byl zproštěn obžaloby a propuštěn. Publikovat však nemohl, až do roku 1959. Po propuštění pracoval jako soustružník v různých pražských podnicích. Roku 1965 se stal tzv. „spisovatelem z povolání“. Po sovětské okupaci roku 1968 však opět nemohl publikovat, a tak se od roku 1971 živil jako železář a svářeč. V roce 1980 odešel do důchodu. Až do roku 1986 si přilepšoval jako vrátný.

### Poezie
- Trojstěžník (1945)
- Krajiny ve tváři (1946)
- Vodnář v Blížencích (1946)
- Plavba (1947)
- Za zády (1967)
- Sladké vánoce mým mrtvým (1990)
- Prabásně (1991)
- Paňák na zdi (1993)
- Romantismus XX. století aneb Márinka od parchantů (1996)
- Nocležna pro romantismy (2000)
- Pít z kterékoliv strany (2001)

### Próza
- Kardinálská vesnice, vyd. Josef Lukasík, Ostrava (1947)
- Virakoča (1959)
- Hodina pětadvacátá, Čs spisovatel, Praha (1965)
- Dutá lampa (1967)
- Víno mrtvého muže (1969)

### Eseje
- Romantismus 20. století (1943)
- Prologomena k Romantismu 20. století (1988)
- Zavazadlo s posledním romantismem 20. století anebo konec (1992)

### Libreta
- Prokletý zámek, libreto k opeře Jana Zdeňka Bartoše (1951)